# Tinkoff Credit Systems
Tinkoff Credit Systems (UCI Team Code: TCS) var et professionelt kontinentalt cykelhold fra Italien, som deltog i UCI Continental Circuits løb, og som deltog UCI ProTour løb, efter at være blevet tildelt wildcard til . Holdet var finansieret af den russiske forretningsmand Oleg Tinkoff, og havde derfor et forholdsvis stort budget, hvilket gjord Tinkoff Credit Systems til et ofte omtalt hold på rygtebørsen. De blev bl.a. rapporteret i kontakt med Cadel Evans, Carlos Sastre, Robbie McEwen, og en hel del andre topryttere. Af tidligere ryttere kan nævnes Danilo Hondo, Tyler Hamilton. Begge ryttere forlod Tinkoff efter dopingmistanker.
Tinkoff Credit Systems' hjemmeside Arkiveret 30. april 2007 hos  Wayback Machine